# Ngỗng quay

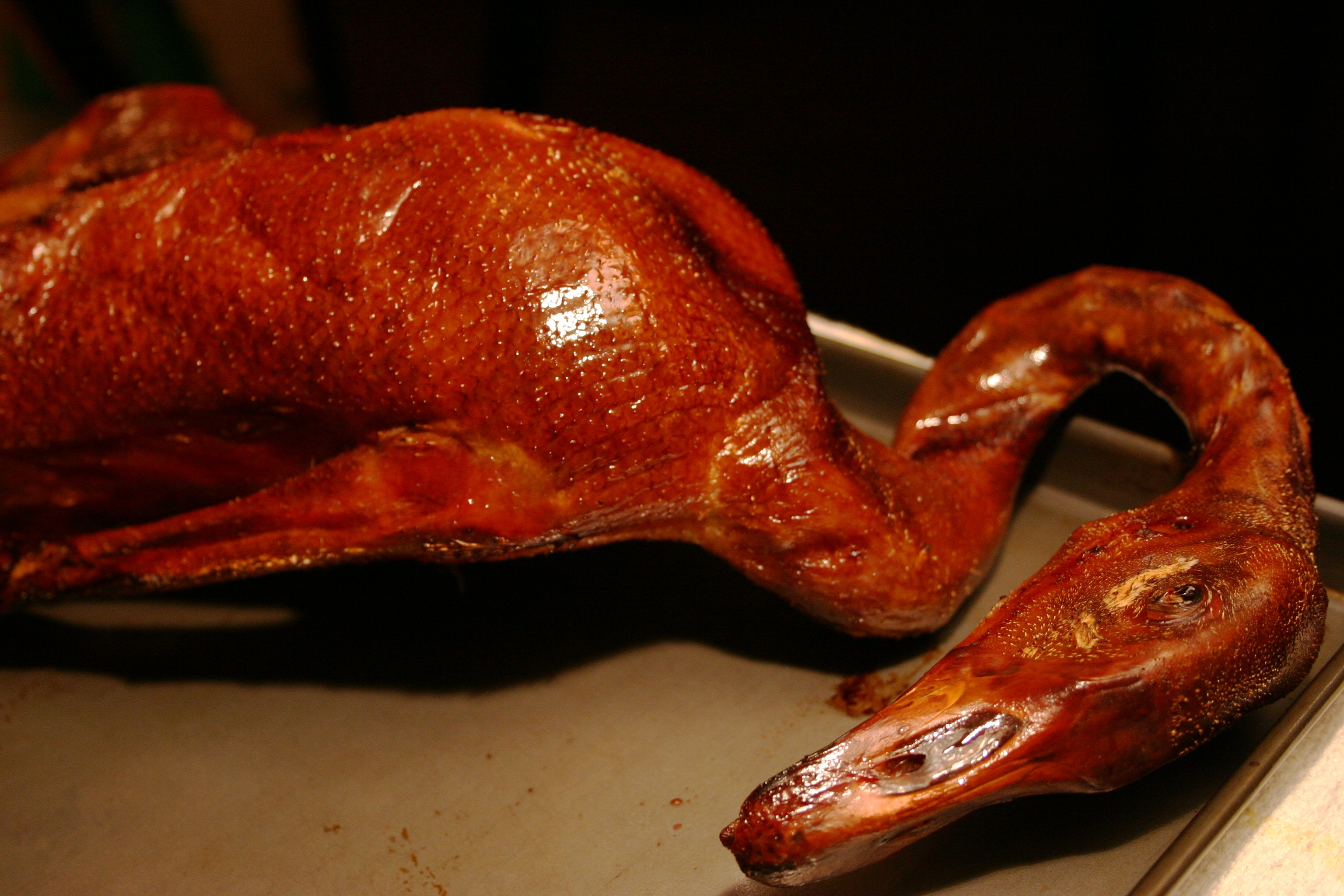
Một con ngỗng quay

Ngỗng quay (tiếng Trung Quốc: 燒鵝/tiếng Anh: Roast goose) là một món ăn xuất hiện trong các ẩm thực Trung Quốc, ẩm thực châu Âu và ẩm thực Trung Đông. Nguyên liệu chính của món này là con ngỗng thuộc họ của các loài điểu cầm bao gồm vịt, ngỗng và thiên nga, được gọi là họ Anatidae. Họ hàng nhà ngỗng phân bố rất rộng rãi trên phạm vi toàn cầu. Quay là một phương pháp nấu ăn sử dụng nhiệt khô với không khí nóng tỏa vào thực phẩm, nấu chín đều trên tất cả các tiết diện mặt. Quay có thể tăng hương vị cho món ăn, tạo độ thơm ngon của thịt. Nhiều biến tấu của món ngỗng quay xuất hiện trong các món ăn trên khắp thế giới.

## Trên thế giới

### Châu Á
Ở miền nam Trung Quốc, ngỗng quay là một loại thịt nướng/quay (siu mei), hoặc các món thịt nướng, trong ẩm thực Quảng Đông. Nó được làm bằng cách quay ngỗng mà đã được tẩm ướp gia vị thường trong lò than ở nhiệt độ cao. Ngỗng quay đạt chất lượng cao có lớp da giòn rụm với thịt ngon ngọt và mềm và mọng nước. Những lát ngỗng quay có thể được ăn kèm với nước sốt mận. Ngỗng quay còn được phục vụ ở Hồng Kông theo cách tương tự với đối tác của nó ở tỉnh Quảng Đông lân cận phía nam Trung Quốc. Một số nhà hàng cung cấp một con vịt nướng được chuẩn bị tương tự như món ngỗng quay gọi là vịt quay.
Ngỗng quay là một đặc sản của Đài Loan và đã du nhập vào Việt Nam, những con ngỗng béo mập, được quay vàng ươm, thơm phức tại các nhà hàng ở Đài Loan đã về đến Việt Nam, để ăn được thì phải chi tới 2,5 triệu đồng mới có thể thưởng thức ngỗng quay loại này và phải đặt trước khoảng 1 tuần, thịt loại ngỗng quay này ăn béo ngậy, ngọt và thơm, được tẩm ướp rất vừa miệng, ngỗng được quay tại các nhà hàng nổi tiếng ở Đài Loan. Thế nên, thịt ngỗng lúc nào cũng đảm bảo tươi mới, thậm chí, khi nhận ngỗng quay, sờ vào thịt còn cảm nhận thấy hơi ấm.

### Châu Âu
Ở châu Âu, ngỗng có một hương vị riêng biệt và làm cho nó trở thành một món ăn Giáng sinh yêu thích của châu Âu. Ở Đức, ngỗng quay là một mặt hàng chủ lực cho bữa ăn ngày Giáng sinh. Đối với các nền văn hóa châu Âu, ngỗng quay theo truyền thống chỉ được ăn vào các ngày lễ được chỉ định, bao gồm Ngày Thánh Martin. Nó thường được thay thế bởi gà tây ở Vương quốc Anh và Hoa Kỳ. Tương tự, ngỗng thường là một thay thế cho gà tây trên bàn Giáng sinh châu Âu. Ngỗng quay cũng là một thành phần phổ biến cho các bữa ăn sau Giáng sinh. Có một số công thức cho Ngày Boxing trong đó sử dụng ngỗng quay còn sót lại từ bữa tiệc Ngày Giáng sinh.
Trong số các sản phẩm thực phẩm nổi tiếng nhất đặc biệt của vùng Kars của Thổ Nhĩ Kỳ là mật ong vùng Kars, phô mai Kars Gruyère có vị như phô mai Emmental của Thụy Sĩ thì còn có món ngỗng quay kiểu Kars. Nguyên liệu nhồi phổ biến là táo, hạt dẻ ngọt, mận và hành tây. Gia vị điển hình bao gồm muối và hạt tiêu, ngải tây hoặc kinh giới. Cũng được sử dụng là bắp cải đỏ, Klöße và nước thịt, được sử dụng để trang trí cho con ngỗng thêm hấp dẫn. Một biến tấu khác của ngỗng quay là kiểu Alsatian với Bratwurst-nhồi và dưa cải bắp như đồ trang trí.